# Boqueixón
Boqueixón est une commune de la province de La Corogne en Espagne située dans la communauté autonome de Galice.